# Jan Schadland
Jan Schadland (niem. Johann Schadland, ur. 1311/1312 w Kolonii, zm. 1 kwietnia 1373 w Koblencji) – biskup chełmiński, dominikanin, magister teologii.

## Życiorys
W 1348 został mianowany przez papieża Klemensa VI pierwszym od 115 lat inkwizytorem papieskim w Niemczech. Nie zachowały się jednak żadne dane o procesach wytaczanych przez niego heretykom, być może z wyjątkiem procesu Bertolda z Rohrbach w Spirze w 1356, gdzie zachowana fragmentarycznie dokumentacja nie podaje tożsamości inkwizytora. Prawdopodobnie przyczyną braku aktywności antyheretyckiej z jego strony był brak zaplecza organizacyjnego trybunału inkwizycyjnego oraz niedostatek funduszy potrzebnych do prowadzenia działalności na wyznaczonym mu obszarze.
Nominowany przez papieża na biskupa chełmińskiego w 1359. W diecezji chełmińskiej przebywał krótko. W 1363 wyjechał do Awinionu i poprosił papieża Urbana V o przeniesienie, 24 marca 1363 został biskupem Hildesheim, a następnie biskupem Wormacji w 1365 oraz biskupem augsburskim w 1371. W 1373 zrezygnował z godności biskupiej i osiadł w klasztorze w Koblencji, gdzie zmarł.